# 読書会
読書会（どくしょかい）とは集団で読書または読書に関するコミュニケーションを行うためのイベント、またはイベントを開催するグループである。
関連する用語として「ブッククラブ」「リテラチャー・サークル」「会読」「読書グループ」などがある。アメリカでは、毎回特定の本を取り上げて公開読書会を行うテレビ番組上の企画「Oprah's Book Club」が話題となり、アメリカにおける読書会ブームに影響を与えた。また、読書会が社会に与える影響についての研究も行われている。

## 読書会の様式
読書会は目的や参加者数、文化背景などに基づいて様々な様式・分類がある。竹内悊は、読書会の進行形式と、読書会で何を読むかという2つの観点に基づいて読書会を次のように分類している。
- 「読書会の進め方」による分類
  - 輪読会式:  特定のテキストを一区切りずつ読んでいく方式
  - 研究会式: 特定のテキストを事前に読んだ上で指導者を中心に報告や講義を行う方式
  - 発表会式: 参加者が各自自由なテキストとテーマで発表を行う方式
- 「何を読むか」による分類
  - テキスト読書会: 同一のテキストを使う読書会
  - テーマ読書会: 同一のテーマであればテキストは同一である必要はない読書会
  - 自由読書会: テキストもテーマも制約がない読書会

アメリカにおける読書会の形態として最も普及している形式は、一般にブッククラブと呼ばれている。ブッククラブでは、ある程度固定されたメンバーによって不定期にイベントとして開催される。イベントの内容は、特定の本をそのイベントのテーマとしてメンバーが事前に読んでおき、イベント当日にはテーマとなる本の内容についてメンバー同士で自由にディスカッションするというスタイルが一般的である。前述した「Oprah's Book Club」も同様の形式で番組が構成されている。
ブッククラブ形式以外にも、特定の本をテーマとはせず、メンバー各自が持参した本について語り、紹介したり交換しあう形態の読書会も存在する。国内では「ブクブク交換」や「ビブリオバトル」がこの形式の読書会に該当する。

## 国内の読書会に対する調査研究
読書推進運動協議会は、国内の読書会活動についての統計調査を5年に1回を基準に実施しており、その結果を『全国読書グループ総覧』として出版している。